# Gaspard-Théodore-Ignace de la Fontaine

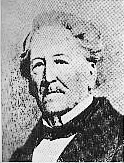
Gaspard-Théodore-Ignace de la Fontaine

Gaspard-Théodore-Ignace de la Fontaine (Luxemburg-Stad, 6 januari 1787 – aldaar, 11 februari 1871) was een Luxemburgs politicus.

## Achtergrond en opleiding
Ignace de la Fontaine was de zoon van Gaspard-Théodore-Ignace de la Fontaine, advocaat en lid van de Conseil Provincial (Provinciale Raad van het hertogdom Luxemburg). Zijn moeder heette Wellenstein; zij verdronk met haar drie dochters in 1804 in de Moezel. Ignace de la Fontaine volgde middelbaar onderwijs aan de École Centrale in Luxemburg-Stad en studeerde daarna rechten (1807-1810) in Parijs. Van 1810 tot 1840 was hij advocaat in Luxemburg-Stad.

## Politieke carrière
Na het einde van de Franse tijd werd Ignace de la Fontaine in 1816 in de Provinciale Staten van Luxemburg gekozen. Ignace de la Fontaine werkte gedurende 15 jaar (1815-1830) nauw samen met gouverneur Jean-Georges Willmar. Tijdens de Belgische Revolutie koos hij als orangist de zijde van koning-groothertog Willem I en betoonde hij zich een tegenstander van de plannen van de Belgische revolutionairen die heel Luxemburg wilden annexeren. De meeste Luxemburgers sloten zich aan bij de revolutionairen en bijna het gehele land werd door revolutionairen gecontroleerd, behalve het fort Luxemburg-Stad en een kleine strook land rondom de hoofdstad. De la Fontaine werd lid van de regeringscommissie die Luxemburg-Stad bestuurde. Het Verdrag van Londen (19 april 1839) maakte een einde aan de chaotische toestand waarin Luxemburg verkeerde. Het westen van Luxemburg kwam aan België (Belgisch Luxemburg), de rest van het land bleef een groothertogdom in personele unie met Nederland.
Ignace de la Fontaine werd op 1 januari 1842 door koning-groothertog Willem II tot waarnemend gouverneur van het Groothertogdom Luxemburg benoemd, op 6 juni 1842 werd hij gouverneur. Het Revolutiejaar 1848 liet ook Luxemburg niet onberoerd. Dankzij handig optreden van de regering bleef het relatief rustig in Luxemburg. Op 20 maart werd de vrijheid van pers ingesteld en een grondwetgevende vergadering werd ingesteld (april). Op 9 juli 1848 ging de nieuwe, democratische grondwet van kracht.

## Premier
Later dat jaar werd het ambt van gouverneur per decreet afgeschaft en vervangen door president van de Regeringsraad (dat wil zeggen premier). Ignace de la Fontaine werd de eerste, zij het tijdelijke, president van de Regeringsraad en administrateur-generaal (dat wil zeggen minister) van Buitenlandse Zaken, Justitie en Religieuze Zaken. De verkiezingen van 28 september 1848 werden gewonnen door de liberalen en Ignace de la Fontaine diende zijn ontslag in. Op 2 december 1848 werd De la Fontaine als president van de Regeringsraad vervangen door Jean-Jacques Willmar.
Van 1857 tot 1868 was hij voorzitter van de Staatsraad.
De la Fontaine woonde op het Slot Limpertsberg in Luxemburg-Stad. Hij overleed op 84-jarige leeftijd. Hij werd begraven in het familiegraf op het kerkhof van de Kerk van Stadtbredimus.

## Familie
Edmond de la Fontaine, de zoon van Ignace, was een bekend dichter en componist, die het pseudoniem "Dicks" voerde.

## Onderscheiding
- Groot-Officier in de Orde van de Eikenkroon (Duits: Orden der Eichenlaubkrone, Frans: l'Ordre de la Couronne de Chêne) (1841)

## Verwijzing
1. ↑  Tatsachen aus der Geschichte des Luxemburger Landes, dr. P.J. Muller, (1968), blz. 237
2. ↑  Tatsachen aus der Geschichte des Luxemburger Landes, dr. P.J. Muller, (1968), blz. 246 en 247

- Virtual International Authority File: 74145003842561340832